# Ungarische Eishockeyliga 1993/94
Die Saison 1993/94 war die 57. Spielzeit der ungarischen Eishockeyliga, der höchsten ungarischen Eishockeyspielklasse. Meister wurde zum insgesamt 23. Mal in der Vereinsgeschichte Ferencvárosi TC. Der Debreceni AHC stieg in die 2. Liga ab.

## Modus
Zunächst bestritten die sieben Mannschaften eine gemeinsame Hauptrunde, ehe die vier bestplatzierten Mannschaften in der Finalrunde spielten, deren beide Erstplatzierten sich für das Meisterschaftsfinale qualifizierten, während die übrigen drei Mannschaften in einer Abstiegsrunde antraten, deren Letztplatzierter in die 2. Liga abstieg. Die Ergebnisse aus der Hauptrunde wurden in die Final-/ bzw. Platzierungsrunde übernommen. Für einen Sieg erhielt jede Mannschaft zwei Punkte, bei einem Unentschieden gab es einen Punkt und bei einer Niederlage null Punkte.

## Spielzeit

### Finalrunde
|    | Klub                      | Sp | S  | U | N | Tore   | Punkte |
| -- | ------------------------- | -- | -- | - | - | ------ | ------ |
| 1. | Alba Volán Székesfehérvár | 18 | 11 | 5 | 2 | 112:43 | 27     |
| 2. | Ferencvárosi TC           | 18 | 12 | 2 | 4 | 102:62 | 26     |
| 3. | Újpesti TE                | 18 | 8  | 3 | 7 | 82:82  | 19     |
| 4. | Dunaferr Dunaújváros      | 18 | 8  | 2 | 8 | 91:57  | 18     |

Sp = Spiele, S = Siege, U = unentschieden, N = Niederlagen, OTS = Overtime-Siege, OTN = Overtime-Niederlage, SOS = Penalty-Siege, SON = Penalty-Niederlage

### Abstiegsrunde
|    | Klub                    | Sp | S | U | N  | Tore   | Punkte |
| -- | ----------------------- | -- | - | - | -- | ------ | ------ |
| 5. | Jászberényi Lehel HC    | 16 | 9 | 4 | 3  | 84:48  | 22     |
| 6. | MAC-Népstadion Budapest | 16 | 2 | 1 | 13 | 50:146 | 5      |
| 7. | Debreceni AHC           | 16 | 1 | 1 | 14 | 33:116 | 3      |

Sp = Spiele, S = Siege, U = unentschieden, N = Niederlagen

## Playoffs

### Spiel um Platz 3
- Újpesti TE – Dunaferr Dunaújváros 1:2 (4:3, 1:4, 1:3)

### Finale
- Alba Volán Székesfehérvár – Ferencvárosi TC 0:2 (2:6, 1:8)